# Ed Kweller
Edward L. Kweller, detto Ed (Pittsburgh, 27 gennaio 1915 – Los Angeles, 1º aprile 2003), è stato un cestista statunitense, professionista nella NBL.

## Carriera
Giocò per due stagioni nella NBL, disputando complessivamente 21 partite con 2,6 punti di media.